# Lány 4 × 100 méteres gyorsúszás a 2010. évi nyári ifjúsági olimpiai játékokon
A 2010. évi nyári ifjúsági olimpiai játékokon az úszás lány 4 × 100 méteres gyorsúszás váltó versenyszámát augusztus 19-én rendezték meg a Singapore Sports Schoolban.

## Csapatok
| Csapat                  | Versenyzők                                                                            |
| ----------------------- | ------------------------------------------------------------------------------------- |
| Ausztrália              | Madison Wilson Zoe Johnson Emily Selig Emma McKeon                                    |
| Brazília                | Alessandra Marchioro Carolina Bergamaschi Bruna Rocha Julia Gerotto                   |
| Dél-afrikai Köztársaság | Kyla Ferreira Oneida Cooper Natasha de Vos Taryn Mackenzie                            |
| Egyesült Államok        | Kiera Janzen Jordan Mattern Kaitlyn Jones Allison Roberts                             |
| Japán                   | Vatanabe Jukiko Mina Ochi Maya Hamano Mayuko Okada                                    |
| Kanada                  | Lindsay Delmar Lauren Earp Tera van Beilen Rachel Nicol                               |
| Kína                    | Liu Lan Bai Anqi Wang Chang Tang Yi                                                   |
| Magyarország            | Kapás Boglárka Ambrus Diána Olasz Anna Bucz Ágnes                                     |
| Németország             | Juliane Reinhold Lena Kalla Dorte Baumert Lina Rathsack                               |
| Olaszország             | Elena di Liddo Stefania Pirozzi Martina Carraro Alessia Polieri                       |
| Oroszország             | Alekszandra Papusa Krisztyina Kocsetkova Jekatyerina Andrejeva Olga Detenyuk          |
| Szingapúr               | Xiang Qi Amanda Lim Adeline Shu Jian Winata Chriselle Wyn Jia Koh Xin Jing Cheryl Lim |

## Előfutamok

### 1. Futam
| H  | P | Nemzet           | Idő     | Mj  |
| -- | - | ---------------- | ------- | --- |
| 1. | 3 | Németország      | 3:54.31 | Q   |
| 2. | 4 | Ausztrália       | 3:54.64 | Q   |
| 3. | 5 | Brazília         | 3:54.87 | Q   |
| 4. | 7 | Egyesült Államok | 3:56.12 | Q   |
|    | 6 | Olaszország      |         | DNS |
|    | 2 | Oroszország      |         | DSQ |

### 2. Futam
| H  | P | Nemzet                  | Idő     | Mj |
| -- | - | ----------------------- | ------- | -- |
| 1. | 3 | Kína                    | 3:54.12 | Q  |
| 2. | 4 | Kanada                  | 3:54.33 | Q  |
| 3. | 6 | Magyarország            | 3:57.34 | Q  |
| 4. | 5 | Szingapúr               | 4:01.27 | Q  |
| 5. | 7 | Dél-afrikai Köztársaság | 4:02.12 |    |
| 6. | 2 | Japán                   | 4:02.29 |    |

## Döntő
| H     | P | Nemzet           | Idő     | Mj |
| ----- | - | ---------------- | ------- | -- |
| Arany | 4 | Kína             | 3:46.64 |    |
| Ezüst | 5 | Németország      | 3:49.02 |    |
| Bronz | 3 | Kanada           | 3:49.12 |    |
| 4.    | 6 | Ausztrália       | 3:51.81 |    |
| 5.    | 2 | Brazília         | 3:52.86 |    |
| 6.    | 7 | Egyesült Államok | 3:54.26 |    |
| 7.    | 1 | Magyarország     | 3:56.42 |    |
| 8.    | 8 | Szingapúr        | 4:00.43 |    |

## Fordítás
Ez a szócikk részben vagy egészben  a   Natação nos Jogos Olímpicos de Verão da Juventude de 2010 - 4x100 m livre feminino című portugál Wikipédia-szócikk fordításán alapul.  Az eredeti cikk szerkesztőit annak laptörténete sorolja fel. Ez a jelzés csupán a megfogalmazás eredetét és a szerzői jogokat jelzi, nem szolgál a cikkben szereplő információk forrásmegjelöléseként.